# Gönyű
Gönyű – wieś i gmina w północno-zachodniej części Węgier, w pobliżu miasta Győr. Gmina Gönyű liczy 3099 mieszkańców (styczeń 2011) i zajmuje obszar 21,63 km².
Miejscowość leży na obszarze Małej Niziny Węgierskiej, w pobliżu granicy słowackiej. Administracyjnie należy do powiatu Győr, wchodzącego w skład komitatu Győr-Moson-Sopron.